# Freda Adler
Freda Adler (* 21. November 1934 in Philadelphia) ist eine US-amerikanische Soziologin und Kriminologin. Die emeritierte Professorin der Rutgers-Universität prognostizierte 1975, dass der Erfolg der Frauenbewegung zur Zunahme von Frauenkriminalität führen werde. Ihre Untersuchungen gelten als grundlegend für die Erforschung der Devianz von Frauen.
Adler studierte an der Universität von Pennsylvania, wo sie 1956 das Bachelor-Examen in Soziologie ablegte. Nach der Geburt von drei Kindern kehrte sie an die Hochschule zurück und absolvierte als einzige Frau ein Aufbaustudium der Kriminologie, das sie 1968 mit dem Master-Examen abschloss. 1971 wurde sie (ebenfalls an der Universität von Pennsylvania) im Fach Soziologie zur Ph.D. promoviert. Ihre wichtigsten akademischen Lehrer waren Marvin E. Wolfgang, Otto Pollak und Thorsten Sellin. 
Adler lehrte als Professorin an der Rutgers-Universität und als Gastprofessorin an der Universität von Pennsylvania. 1995 amtierte sie als Präsidentin der American Society of Criminology (ASC).

## Schriften (Auswahl)
- mit Herbert M. Adler: Sisters in Crime. The Rise of the New Female Criminal. McGraw-Hill, New York 1975, ISBN 0-07-000415-3.
- Herausgeberin mit Rita James Simon: The Criminology of Deviant Women. Houghton Mifflin, Boston 1979, ISBN 0-395-26719-6.
- The Incidence of Female Criminality in the Contemporary World. New York University Press, New York 1981, ISBN 0-8147-0576-6.
- mit Gerhard O.W. Mueller und William S. Laufer: Criminal Justice. An Introduction. 6. Auflage. McGraw-Hill, New York 2012, ISBN 978-0-07-802651-5.
- mit Gerhard O.W. Mueller und William S. Laufer: Criminology. 10. Auflage. McGraw-Hill, New York 2022, ISBN 978-1-260-83700-1.